# Moovarasampettai
Moovarasampettai é uma vila no distrito de Kancheepuram, no estado indiano de Tamil Nadu.

## Demografia
Segundo o censo de 2001,  Moovarasampettai  tinha uma população de 6084 habitantes. Os indivíduos do sexo masculino constituem 52% da população e os do sexo feminino 48%. Moovarasampettai tem uma taxa de literacia de 82%, superior à média nacional de 59.5%: a literacia no sexo masculino é de 86% e no sexo feminino é de 78%. Em Moovarasampettai, 11% da população está abaixo dos 6 anos de idade.